# Thể thao điện tử tại Đại hội Thể thao Đông Nam Á 2021 – Free Fire
Nội dung Free Fire tại Đại hội Thể thao Đông Nam Á 2021 đã diễn ra vào ngày 13 và 15 tháng 5 năm 2022 tại Trung tâm Hội nghị Quốc gia ở Hà Nội, Việt Nam. Có 46 vận động viên của 10 đội tuyển thuộc 5 quốc gia tham dự nội dung này dưới tư cách đồng đội.
Đây là lần đầu tiên Free Fire xuất hiện với tư cách là một nội dung tranh huy chương trong một cuộc thi đa môn thể thao được Ủy ban Olympic Quốc tế chấp thuận.

## Vòng loại
Mỗi Ủy ban Olympic Quốc gia (NOC) có thể chọn tối đa 2 đội gồm 4 vận động viên chính thức cùng 1 vận động viên dự bị. Các vận động viên phải đủ 18 tuổi trở lên tính đến thời điểm bắt đầu thi đấu chính thức tại Đại hội Thể thao Đông Nam Á 2021, tức là vận động viên phải có ngày sinh trước ngày 12 tháng 5 năm 2004.
Danh sách vận động viên tham dự phải được gửi về trước 0 giờ ngày 13 tháng 3 năm 2022 (UTC+7).
Tại Lào, Malaysia, Thái Lan và Việt Nam, đội tuyển tham dự được lựa chọn bằng vòng tuyển chọn của quốc gia đó. Indonesia, Philippines lựa chọn đội tuyển theo thành tích thi đấu của mỗi tuyển thủ. Tuy nhiên sau đó 2 đội tuyển Lào đã bỏ cuộc vào phút chót.

## Thể thức thi đấu
10 đội thuộc 5 quốc gia thi đấu 2 ngày chung kết, mỗi ngày 7 trận. 3 ván đầu tiên thi đấu lần lượt tại 3 bản đồ: Đảo Quân Sự, Đảo Sa Mạc, Đảo Thiên Đường và lặp lại ở 3 ván tiếp theo. Ván thứ 7 bản đồ được chọn ngẫu nhiên.
Cách tính điểm: Mỗi mạng hạ gục dược 1 điểm. Các thứ hạng trong mỗi trận được trao điểm như sau:
| Hạng            | Điêm |
| --------------- | ---- |
| Hạng 1 (Booyah) | 12   |
| Hang 2          | 9    |
| Hạng 3          | 8    |
| Hạng 4          | 7    |
| Hạng 5          | 6    |
| Hạng 6          | 5    |
| Hạng 7          | 4    |
| Hạng 8          | 3    |
| Hạng 9          | 2    |
| Hạng 10         | 1    |

Nếu các đội có bằng điểm nhau, các quy tắc sau được thực hiện theo thứ tự để xác định thứ hạng:
1. Số lần đạt hạng 1 (Booyah)
2. Số mạng hạ gục
3. Thứ hạng trong trận cuối cùng được chơi

## Lịch thi đấu
Tất cả thời gian đều là UTC+7
Nội dung Free Fire sẽ diễn ra trong 2 ngày.
| Ngày                               | Thời gian | Vòng             |
| ---------------------------------- | --------- | ---------------- |
| Thứ sáu, ngày 13 tháng 5 năm 2022  | 17:00     | Chung kết ngày 1 |
| Chủ nhật, ngày 15 tháng 5 năm 2022 | 17:00     | Chung kết ngày 2 |

## Kết quả

### Ngày 1 – 13 tháng 5
| Đội           | Ván 1     | Ván 1   | Ván 1    | Ván 2     | Ván 2   | Ván 2    | Ván 3     | Ván 3   | Ván 3    | Ván 4     | Ván 4   | Ván 4    | Ván 5     | Ván 5   | Ván 5    | Ván 6     | Ván 6   | Ván 6    | Ván 7 (Đảo Sa Mạc) | Ván 7 (Đảo Sa Mạc) | Ván 7 (Đảo Sa Mạc) | Tổng điểm ngày |
| Đội           | Điểm hạng | Điểm hạ | Điểm ván | Điểm hạng | Điểm hạ | Điểm ván | Điểm hạng | Điểm hạ | Điểm ván | Điểm hạng | Điểm hạ | Điểm ván | Điểm hạng | Điểm hạ | Điểm ván | Điểm hạng | Điểm hạ | Điểm ván | Điểm hạng          | Điểm hạ            | Điểm ván           | Tổng điểm ngày |
| ------------- | --------- | ------- | -------- | --------- | ------- | -------- | --------- | ------- | -------- | --------- | ------- | -------- | --------- | ------- | -------- | --------- | ------- | -------- | ------------------ | ------------------ | ------------------ | -------------- |
| Indonesia 1   | 12        | 13      | 25       | 12        | 17      | 29       | 6         | 0       | 6        | 9         | 18      | 27       | 9         | 17      | 26       | 7         | 16      | 23       | 2                  | 1                  | 3                  | 139            |
| Thái Lan 1    | 2         | 3       | 5        | 6         | 1       | 7        | 12        | 17      | 29       | 3         | 3       | 6        | 6         | 6       | 12       | 12        | 8       | 20       | 12                 | 13                 | 25                 | 104            |
| Indonesia 2   | 3         | 6       | 9        | 7         | 11      | 18       | 8         | 10      | 18       | 12        | 7       | 19       | 8         | 9       | 17       | 8         | 12      | 20       | 1                  | 0                  | 1                  | 102            |
| Thái Lan 2    | 8         | 6       | 14       | 9         | 5       | 14       | 7         | 12      | 19       | 7         | 2       | 9        | 12        | 9       | 21       | 5         | 1       | 6        | 5                  | 6                  | 11                 | 94             |
| Malaysia 1    | 1         | 0       | 1        | 8         | 1       | 9        | 5         | 2       | 7        | 8         | 6       | 14       | 4         | 1       | 5        | 6         | 3       | 9        | 8                  | 2                  | 10                 | 55             |
| Việt Nam 2    | 4         | 4       | 8        | 1         | 1       | 2        | 9         | 1       | 10       | 6         | 1       | 7        | 1         | 1       | 2        | 9         | 7       | 16       | 3                  | 5                  | 8                  | 53             |
| Philippines 2 | 7         | 4       | 11       | 5         | 0       | 5        | 3         | 1       | 4        | 1         | 0       | 1        | 3         | 0       | 3        | 2         | 2       | 4        | 9                  | 8                  | 17                 | 45             |
| Malaysia 2    | 6         | 0       | 6        | 3         | 4       | 7        | 2         | 2       | 4        | 4         | 3       | 7        | 7         | 3       | 10       | 1         | 2       | 3        | 4                  | 1                  | 5                  | 42             |
| Philippines 1 | 5         | 4       | 9        | 2         | 1       | 3        | 1         | 0       | 1        | 2         | 2       | 4        | 5         | 2       | 7        | 3         | 1       | 4        | 7                  | 6                  | 13                 | 41             |
| Việt Nam 1    | 9         | 3       | 12       | 4         | 0       | 4        | 4         | 0       | 4        | 5         | 0       | 5        | 2         | 1       | 3        | 4         | 0       | 4        | 6                  | 3                  | 9                  | 41             |

### Ngày 2 – 15 tháng 5
| Đội           | Ván 1     | Ván 1   | Ván 1    | Ván 2     | Ván 2   | Ván 2    | Ván 3     | Ván 3   | Ván 3    | Ván 4     | Ván 4   | Ván 4    | Ván 5     | Ván 5   | Ván 5    | Ván 6     | Ván 6   | Ván 6    | Ván 7 (Đảo Thiên Đường) | Ván 7 (Đảo Thiên Đường) | Ván 7 (Đảo Thiên Đường) | Tổng điểm ngày |
| Đội           | Điểm hạng | Điểm hạ | Điểm ván | Điểm hạng | Điểm hạ | Điểm ván | Điểm hạng | Điểm hạ | Điểm ván | Điểm hạng | Điểm hạ | Điểm ván | Điểm hạng | Điểm hạ | Điểm ván | Điểm hạng | Điểm hạ | Điểm ván | Điểm hạng               | Điểm hạ                 | Điểm ván                | Tổng điểm ngày |
| ------------- | --------- | ------- | -------- | --------- | ------- | -------- | --------- | ------- | -------- | --------- | ------- | -------- | --------- | ------- | -------- | --------- | ------- | -------- | ----------------------- | ----------------------- | ----------------------- | -------------- |
| Indonesia 1   | 12        | 7       | 19       | 8         | 8       | 16       | 9         | 13      | 22       | 4         | 7       | 11       | 7         | 0       | 7        | 8         | 4       | 12       | 8                       | 2                       | 10                      | 97             |
| Indonesia 2   | 9         | 17      | 26       | 6         | 5       | 11       | 8         | 9       | 17       | 6         | 6       | 12       | 5         | 8       | 13       | 7         | 8       | 15       | 2                       | 0                       | 2                       | 96             |
| Thái Lan 2    | 8         | 7       | 15       | 5         | 2       | 7        | 12        | 3       | 15       | 1         | 0       | 1        | 6         | 8       | 14       | 12        | 10      | 22       | 9                       | 7                       | 16                      | 90             |
| Việt Nam 2    | 4         | 0       | 4        | 3         | 5       | 8        | 2         | 2       | 4        | 12        | 19      | 31       | 8         | 6       | 14       | 5         | 4       | 9        | 6                       | 9                       | 15                      | 85             |
| Thái Lan 1    | 1         | 0       | 1        | 2         | 3       | 5        | 1         | 2       | 3        | 9         | 10      | 19       | 12        | 14      | 26       | 4         | 9       | 13       | 7                       | 4                       | 11                      | 78             |
| Việt Nam 1    | 3         | 1       | 4        | 1         | 2       | 3        | 5         | 4       | 9        | 8         | 1       | 9        | 2         | 0       | 2        | 9         | 13      | 22       | 12                      | 17                      | 29                      | 78             |
| Malaysia 2    | 7         | 4       | 11       | 4         | 1       | 5        | 6         | 4       | 10       | 7         | 4       | 11       | 9         | 10      | 19       | 2         | 0       | 2        | 3                       | 4                       | 7                       | 65             |
| Philippines 2 | 2         | 0       | 2        | 9         | 5       | 14       | 7         | 4       | 11       | 2         | 2       | 4        | 4         | 2       | 6        | 6         | 3       | 9        | 4                       | 4                       | 8                       | 54             |
| Malaysia 1    | 6         | 4       | 10       | 12        | 7       | 19       | 3         | 0       | 3        | 5         | 1       | 6        | 1         | 0       | 1        | 1         | 2       | 3        | 5                       | 2                       | 7                       | 49             |
| Philippines 1 | 5         | 0       | 5        | 7         | 5       | 12       | 4         | 6       | 10       | 3         | 0       | 3        | 3         | 0       | 3        | 3         | 1       | 4        | 1                       | 0                       | 1                       | 38             |

1. 1 2  Số mạng hạ gục trong ngày: Thái Lan 1: 42, Việt Nam 1: 38

### Tổng kết
| Hạng | Đội           | Điểm Ngày 1 | Điểm Ngày 2 | Số lần hạng 1 | Số mạng hạ gục | Tổng điểm |
| ---- | ------------- | ----------- | ----------- | ------------- | -------------- | --------- |
| 1    | Indonesia 1   | 139         | 97          | 3             | 123            | 236       |
| 2    | Indonesia 2   | 102         | 96          | 1             | 108            | 198       |
| 3    | Thái Lan 2    | 94          | 90          | 3             | 78             | 184       |
| 4    | Thái Lan 1    | 104         | 78          | 4             | 93             | 182       |
| 5    | Việt Nam 2    | 53          | 85          | 1             | 65             | 138       |
| 6    | Việt Nam 1    | 41          | 78          | 1             | 45             | 119       |
| 7    | Malaysia 2    | 42          | 65          | 0             | 42             | 107       |
| 8    | Malaysia 1    | 55          | 49          | 1             | 31             | 104       |
| 9    | Philippines 2 | 45          | 54          | 0             | 35             | 99        |
| 10   | Philippines 1 | 41          | 38          | 0             | 28             | 79        |